# خط زمني لتاريخ سوريا
| الفترة الزمنية          | التاريخ                 | الحدث |
| ----------------------- | ----------------------- | --- |
| القرن الأول قبل الميلاد | عام 64 ق.م.             | أصبحت سوريا مقاطعة في الإمبراطورية الرومانية (لاحقاًالإمبراطورية البيزنطية). |
| القرن الأول             |                         | عيّن الإمبراطور كلوديوس "هيرودس الثاني" حاكماً على فلسطين. وتم تعريف دمشق كمقاطعة. - السلالات الحاكمة في مصر تجمع العشور من قادة المدن والأقاليم في منطقة حوض البحر الأبيض المتوسط. |
| القرن السابع            | 636                     | انتهاء حكم الإمبراطورية البيزنطية على سوريا |
| القرن السابع            | 661                     | بدء عهد الخلافة الأموية |
| القرن الثامن            | 750                     | انتهاء الخلافة الأموية |
| القرن العاشر            | 977                     | الخليفة الفاطمي العزيز بالله الفاطمي يحتل مدينة الرملة |
| القرن العاشر            | 994                     | الحمدانيون يفرضون سيطرتهم على سوريا |
| القرن الحادي عشر        | 1097                    | الحملة الصليبية الأولى قوات الحملة الأولى تأسر أنطاكية |
| القرن السادس عشر        | 1516                    | الدولة العثمانية تؤسس حكماً في سوريا |
| القرن العشرين           |                         | |
| 1918                    |                         | انتهاء حكم الدولة العثمانية في سوريا |
| 1918                    | 1 تشرين الأول (أوكتوبر) | قوات الحلفاء (الحرب العالمية الأولى) تدخل دمشق |
| 1920                    | نيسان (أبريل)           | مؤتمر سان ريمو: نتائج المؤتمر: تقسيم الدولة العثمانية، قيام الجمهورية الفرنسية الثالثة وتفويض (قانون دولي) في سوريا وولاية بيروت                                                  |
| 1925                    |                         | الثورة السورية الكبرى: ثورات ضد الاحتلال الفرنسي في سوريا |
| 1936                    |                         | توقيع المعاهدة السورية الفرنسية 1936 |
| 1939                    |                         | تنازلت الجمهورية الفرنسية الثالثة عن لوائي إسكندرونة وأنطاكية لتركيا |
| 1944                    | 1 كانون الثاني (يناير)  | الاعتراف بسوريا كدولة مستقلة |
| 1946                    | 17 نيسان (أبريل)        | جلاء قوات الجمهورية الفرنسية الرابعة عن سوريا |
| 1947                    |                         | عقد أول مؤتمر لحزب البعث العربي الاشتراكي في دمشق |
| 1948                    |                         | شاركت سوريا في حرب 1948 |
| 1958                    | 1 شباط (فبراير)         | الاتحاد بين مصر وسوريا وقيام الجمهورية العربية المتحدة |
| 1961                    | 29 أيلول (يوليو)        | في أعقاب انقلاب عسكري، انفصلت سوريا عن الجمهورية العربية المتحدة، أعادة تسميتها باسم الجمهورية العربية السورية.                                                                   |
| 1967                    | 5 حزيران (يونيو)        | حرب 1967 مع إسرائيل حرب الستة أيام: إسرائيل تحتل مرتفعات الجولان |
| 1970                    | 13 تشرين الثاني(نوفمبر) | وزير الدفاع حافظ الأسد يقوم بانقلاب عسكري غير دموي(الحركة التصحيحة)، ويسيطر على الحكم                                                                                             |
| 1973                    | 6 تشرين الأول (أوكتوبر) | حرب أكتوبر: سوريا ومصر تحاربان إسرائيل |
| 1976                    |                         | الجيش السوري في لبنان: دخول الجيش السوري الأراضي اللبنانية |
| 1982                    | شباط (فبراير)           | الإخوان المسلمون ينتفضون في حماة، والجميش يقمعهم |
| 1990                    |                         | سوريا تشارك في قوات التحالف متعددة الجنسيات التي تقودها الولايات المتحدة ضد صدام حسين.                                                                                            |
| القرن الواحد والعشرين   |                         | |
| 2000                    | 10 حزيران (يونيو)       | وفاة حافظ الأسد |
| 2000                    | 10 تموز (يوليو))        | بشار الأسد يصبح رئيساً لسوريا |
| 2003                    | 5 تشرين الأول (أوكتوبر) | إسرائيل تقصف جوياً عين الصاحب بالقرب من دمشق |
| 2005                    |                         | سوريا تنسحب من لبنان |
| 2007                    | 9 أيلول (سبتمبر)        | إسرائيل تقصف هدفاً بالقرب من دير الزور |
| 2008                    | تشرين الأول (أوكتوبر)   | سوريا تنشئ علاقات دبلوماسية مع لبنان |
| 2011                    | 26 كانون الثاني (يناير) | اندلاع الاحتجاجات السورية |